# Caso del ingeniero Santos
Se conoce como Caso del Ingeniero Santos al hecho ocurrido el 16 de junio de 1990 en el cual el ingeniero Horacio Aníbal Santos persiguió a los jóvenes Osvaldo Aguirre y Carlos González que le habían robado un pasacasete y los mató.

## El hecho
El sábado 16 de junio de 1990 en horas del mediodía Santos, que por entonces tenía 42 años, estaba en una zapatería con su mujer cuando escuchó la alarma de su cupé Fuego que se había accionado cuando los delincuentes Osvaldo Aguirre y Carlos González le robaron el pasacasete. Santos, a quien ya le habían robado doce veces en la misma forma, subió con su esposa a su vehículo y persiguió a los ladrones, que iban en un Chevrolet Chevy sedán, hasta darles alcance. Cuando esto sucedió su mujer gritó asustada “¡Nos van a matar!”, porque le pareció que uno de ellos buscaba algo en el vehículo, lo que hizo que Santos, sin detenerse, les hiciera dos disparos con un arma que llevaba y en cuyo manejo era hábil. Los ladrones, que no portaban arma alguna, murieron en el acto al ser alcanzados con una bala en la cabeza cada uno.

## Repercusiones
El doble homicidio generó en los medios un debate inmediato sobre el gatillo fácil, la justicia por mano propia y la legítima defensa que nunca fue saldado y muchos comenzaron a referirse a Santos como “el justiciero”. Santos estuvo detenido por un breve lapso y luego se lo liberó a la espera del juicio, en el cual se abrían tres posibles soluciones: 
- La absolución si se consideraba que había actuado en legítima defensa. El art. 34 inc. 6° del Código penal argentino[5] considera que no es punible a quien “obrare en defensa propia o de sus derechos, siempre que concurrieren las siguientes circunstancias: a) Agresión ilegítima; b) Necesidad racional del medio empleado para impedirla o repelerla; c) Falta de provocación suficiente por parte del que se defiende."
- La condena por homicidio doloso si no se encontraba justificación alguna para su acción, en cuyo caso conforme al art. 79 la pena es de reclusión o prisión de ocho a veinticinco años.
- La condena por homicidio con exceso en la legítima defensa si se juzgaba que su acción excedió los límites impuestos por la Ley, por la autoridad o por la necesidad, en cuyo caso el art. 35° dispone que se aplicará la pena fijada para el delito por culpa o imprudencia.

## Sentencia
Como consecuencia del hecho se abrió un proceso penal en el cual Santos fue condenado en 1995 a tres años de prisión en suspenso por homicidio con exceso en la legítima defensa. Por su parte las familias de los fallecidos le iniciaron un juicio civil reclamando indemnización. Con la familia de González, Santos arregló entregándoles un departamento y en la demanda de la familia de Aguirre hubo en 2001 una sentencia a pagar 101.425 pesos. Santos apeló y obtuvo que se declara la existencia de culpa concurrente y su responsabilidad se redujera al 20 % pero antes que se fijara la suma definitiva las partes llegaron a un acuerdo en diciembre de 2004.
Santos tenía al momento del hecho una pequeña empresa pero los gastos e indemnizaciones lo dejaron sin dinero, pero uniéndose a sus hijos que estaban en la misma actividad –tratamientos de superficie y corrosión– pudo sacarla adelante. Según una nota periodística publicada veinte años después, su abogado informó que desde entonces Santos no ha vuelto a tocar un arma.[cita requerida]

## Televisión
El caso fue reconstruido en el ciclo televisivo Sin condena, y el papel de Santos fue interpretado por el actor Luis Luque.